# 33897 Erikagreen
33897 Erikagreen è un asteroide della fascia principale. Scoperto nel 2000, presenta un'orbita caratterizzata da un semiasse maggiore pari a 2,3659251 au e da un'eccentricità di 0,1509614, inclinata di 7,12061° rispetto all'eclittica.
L'asteroide è dedicato all'insegnante statunitense Erika Green.